# 姆韋魯湖口孵非鯽
姆韋魯湖口孵非鯽，為輻鰭魚綱鱸形目隆頭魚亞目慈鯛科的其中一種，分布於非洲姆韋魯湖流域，體長可達23.8公分，棲息在泥底質、植被生長水域，以藻類為食，生活習性不明。